# Semaine 30
D'après la norme ISO 8601, une semaine débute un lundi et s'achève un dimanche, et une semaine dépend d'une année lorsqu'elle place une majorité de ses sept jours dans l'année en question, soit au moins quatre. Dès lors, la semaine 30 est la semaine du trentième jeudi de l'année. Elle suit la semaine 29 et précède la semaine 31 de la même année.
La semaine 30 est pratiquement toujours la semaine du 26 juillet, sauf exceptionnellement, dans le cas d'une année bissextile commençant un jeudi.
Elle commence au plus tôt le 19 juillet et au plus tard le 26 juillet.
Elle se termine au plus tôt le 25 juillet et au plus tard le 1er août.

## Notations normalisées
La semaine 30 dans son ensemble est notée sous la forme W30 pour abréger.
| Jour de la semaine 30 | Notation |
| --------------------- | -------- |
| Lundi                 | W30-1    |
| Mardi                 | W30-2    |
| Mercredi              | W30-3    |
| Jeudi                 | W30-4    |
| Vendredi              | W30-5    |
| Samedi                | W30-6    |
| Dimanche              | W30-7    |

## Cas de figure
| Cas | Le 31 décembre est… | L'année est une année… | Le trentième jeudi de l'année tombe… | La semaine 30 débute… | La semaine 30 s'achève… | Premier cas après 2008 |
| --- | ------------------- | ---------------------- | ------------------------------------ | --------------------- | ----------------------- | ---------------------- |
| 0   | Un vendredi         | bissextile DC          | Le 22 juillet                        | Le lundi 19 juillet   | Le dimanche 25 juillet  | 2032                   |
| 1   | Un jeudi            | D ou ED                | Le 23 juillet                        | Le lundi 20 juillet   | Le dimanche 26 juillet  | 2009                   |
| 2   | Un mercredi         | E ou FE                | Le 24 juillet                        | Le lundi 21 juillet   | Le dimanche 27 juillet  | 2014                   |
| 3   | Un mardi            | F ou GF                | Le 25 juillet                        | Le lundi 22 juillet   | Le dimanche 28 juillet  | 2013                   |
| 4   | Un lundi            | G ou AG                | Le 26 juillet                        | Le lundi 23 juillet   | Le dimanche 29 juillet  | 2018                   |
| 5   | Un dimanche         | A ou BA                | Le 27 juillet                        | Le lundi 24 juillet   | Le dimanche 30 juillet  | 2017                   |
| 6   | Un samedi           | B ou CB                | Le 28 juillet                        | Le lundi 25 juillet   | Le dimanche 31 juillet  | 2011                   |
| 7   | Un vendredi         | C                      | Le 29 juillet                        | Le lundi 26 juillet   | Le dimanche 1er août    | 2010                   |

1. 1 2 3  Dans ce cas, l'année compte une semaine 53.